# Listy hawańskie
Listy hawańskie – zbiór esejów autorstwa Tadeusza Brezy opublikowany najpierw w Przeglądzie Kulturalnym, a następnie w Czytelniku w 1961. Nie licząc wydanego pośmiertnie zbioru Nelly. O kolegach i o sobie, był to ostatni utwór autora.

## Treść
Książka jest pokłosiem podróży, którą odbył autor pomiędzy lutym a majem 1961 na Kubę. Nie interesowała go prawie zupełnie egzotyka kraju, natomiast skupił się na próbie intelektualnego zgłębienia zjawisk kulturowo-politycznych, z jakimi zetknął się na wyspie. Sam tytuł nawiązał do popularnych od czasu Oświecenia relacji podróżniczych. 
Narrator utworu utożsamiony jest pisarzem przybyłym służbowo na Kubę z Polski (kilkakrotnie określonym jako Pan Breza). Charakteryzuje on wyspiarskie realia, opisuje rzeczywiste postacie i wydarzenia. Radykalnie ogranicza przy tym pierwiastki osobiste autora-narratora. 
Na dzieło składa się czternaście listów uszeregowanych chronologicznie, co odzwierciedla trasę, jaką autor przebył na Kubie. Każdy z tych listów obiera za punkt wyjścia jakiś obiekt związany z historią lub wydarzeniem. Wszystko to spina postać narratora i jego zainteresowanie osią utworu: rewolucją kubańską i postacią Fidela Castro. Ostatni list dotyczy wydarzenia bieżącego – inwazji w Zatoce Świń, do której doszło w 1961. Breza szczegółowo zarysowuje historię polityczną kraju począwszy od rządów Fulgencio Batisty i poszukuje źródeł wybuchu rewolucji. Opisuje atak castrystów na koszary Moncada, okres ich przygotowań do powrotu na wyspę, walki z Batistą, zwycięstwo komunistów i pierwszy rok ich rządów związany z kryzysem gospodarczym.
Autor śledzi wydarzenia rewolucji poprzez przemiany jej przywódcy oraz jego najbliższej świty. Opisuje współzależność czynów jednostki z czynami zbiorowymi na zasadzie: wybitna jednostka inicjuje wydarzenia, a następnie zmienia się pod ich wpływem. Portret Castro, którego autor darzy wyjątkową sympatią, rozpisany jest na kilka listów-rozdziałów. Podobnie jak dwa wcześniejsze utwory "watykańskie" (Spiżowa brama i Urząd) dzieło łączy w sobie empirię reportażu z atrakcyjnymi dla czytelnika technikami kreacji postaci. Breza nie podejmuje się usprawiedliwiania lub propagowania ideologii rewolucji komunistycznej, czym odróżnia się od wydanego współcześnie Huraganu nad cukrem autorstwa Jeana-Paula Sartre'a, przesiąkniętego doraźną publicystyką.